# 山内豊誠
山内 豊誠（やまうち とよしげ）は、幕末の大名。明治時代の貴族院議員。土佐国土佐新田藩6代（最後の）藩主。実父は山内豊充（4代藩主・山内豊賢の弟）。

## 略歴
明治元年（1868年）6月10日、先代藩主・山内豊福の養子となる。新政府に対して、豊福の自殺を隠し、重病のためとしていた。同年9月16日、豊福の死が公表され、豊誠が正式に跡を継いだ。戊辰戦争では新政府側として武功を挙げたため、5000両の恩賞を与えられた。明治2年（1869年）、版籍奉還により藩知事となる。明治3年（1870年）9月25日、廃藩置県に先立ち、土佐新田藩は本藩に編入、廃藩となる。同3年11月10日、明治天皇の次侍従となる。明治4年（1871年）7月28日、次侍従を退任する。
その後、新政府の役人となって司法省や宮内省に出仕した。明治14年（1881年）判事となる。明治17年（1884年）子爵を授けられた。明治23年（1890年）7月10日、貴族院議員に選ばれ、亡くなるまで在任した。明治41年（1908年）2月19日、67歳で死去した。